# Irina Kowalska
Irina Kowalska (ur. 3 października 1962) – polska diabetolog, endokrynolog dr hab. nauk medycznych, profesor zwyczajny, oraz kierownik (p.o.) Kliniki Chorób Wewnętrznych i Chorób Metabolicznych Wydziału Lekarskiego z Oddziałem Stomatologii i Oddziałem Nauczania w Języku Angielskim Uniwersytetu Medycznego w Białymstoku. Członek korespondent Polskiej Akademii Nauk (od 2022).

## Życiorys
9 maja 1990 obroniła pracę doktorską Wpływ wysiłku na stężenie wolnych kwasów tłuszczowych i trójacylogliceroli w różnych typach mięśni szkieletowych, 26 czerwca 2002  habilitowała się na podstawie pracy zatytułowanej Kliniczne następstwa insulinooporności - wybrane zagadnienia patogenetyczne i terapeutyczne. 11 lutego 2009 nadano jej tytuł profesora w zakresie nauk medycznych. Pracowała w Klinice Endokrynologii, Diabetologii i Chorób Wewnętrznych na  Wydziale Lekarskim z Oddziałem Stomatologii Akademii Medycznej w Białymstoku. 
Objęła funkcję profesora zwyczajnego oraz kierownika Kliniki Chorób Wewnętrznych i Chorób Metabolicznych Wydziału Lekarskiego z Oddziałem Stomatologii i Oddziałem Nauczania w Języku Angielskim Uniwersytetu Medycznego w Białymstoku.
Piastuje stanowisko dziekana na Wydziale Lekarskim z Oddziałem Stomatologii i Oddziałem Nauczania w Języku Angielskim Uniwersytetu Medycznego w Białymstoku.
Była prodziekanem Wydziału Lekarskiego z Oddziałem Stomatologii i Oddziałem Nauczania w Języku Angielskim Uniwersytetu Medycznego w Białymstoku.

## Odznaczenia
- Srebrny Krzyż Zasługi (2010)[6]
- Krzyż Kawalerski Orderu Odrodzenia Polski (2020)[7].